# Gronefeld (Adelsgeschlecht)

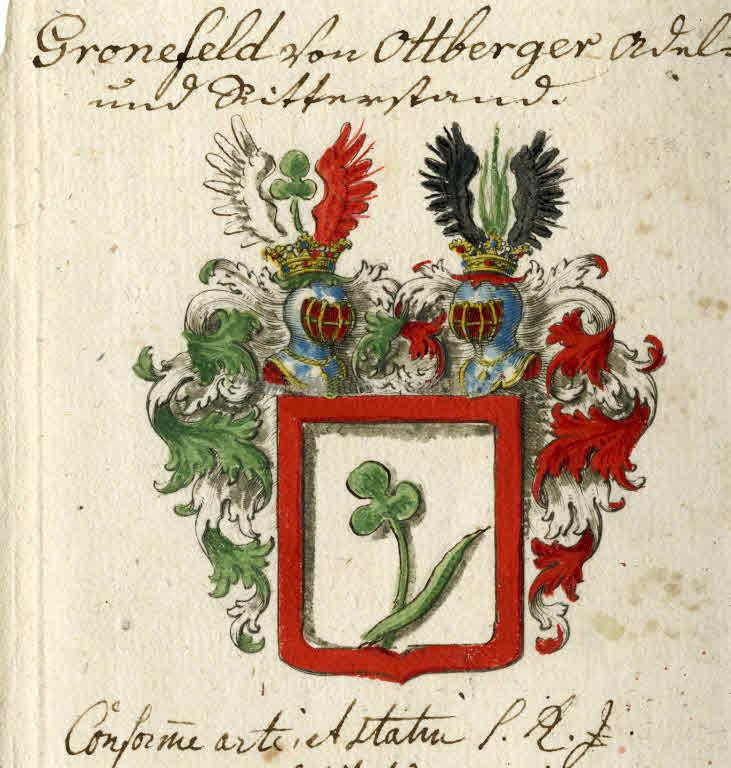
Wappen derer von Gronefeld (1781)

Gronefeld bzw. Gronefeld Edler von Ottberger (teilweise auch ... Ottbergen) ist der Name eines westfälischen Adelsgeschlechts.
Die Familie ist zu unterscheiden von einem gleichnamigen, aber wappenverschiedenen nichtverwandten Adelsgeschlecht, den ostfriesischen Gronefeld.

## Geschichte
Das Geschlecht stammt aus Ottbergen, heute ein Ortsteil der Stadt Höxter in Nordrhein-Westfalen. Die Familie besaß als Corveyer Lehen die Meierhöfe zu Beverungen, Beller, Erkeln, Wiesen vor Höxter und Ottbergen sowie den Heuzehnten zu Godelheim.
Gerhard Heinrich Gronefeld war 1721 Kanoniker zu Fritzlar, Anton Rudolf Gronefeld zu selben Zeit Amtmann zu Peine. Am 2. November 1781 erhielt der Kurtrierer Hofrat Anton Gronefeld, Gutsbesitzer, durch kaiserliche Verfügung den Ritterstand und den Namen „Gronefeld Edler von Ottberger“ verliehen. Am 26. April 1851 wurde Josepha Maria von Gronefeld für ihre Person in Bayern eingetragen. 1899 gab Guido Gronefeld Edler von Ottberger Auskunft über den Zeitpunkt der Erwerbung der Güter Ottersdorf.
Bis Mitte des 20. Jahrhunderts lebten die Geschwister Dorothea (1893–1943; ab 1920 verheiratet mit Arnold Wolff von Gudenberg (1884–1957)), Ursula (1891–1947; unverheiratet) und Gerd von Gronefeld Edler von Ottberger (emigrierte 1933 nach New York City). Der Vater der Geschwister, der Journalist und königlich-preußische Oberstleutnant Karl Gronefeld Ritter und Edler von Ottberger, verheiratet mit Alexandrine geb. von Tresckow, fiel 1914 in der Schlacht um Łódź. Beide Großväter der Geschwister fielen 1870, einer in der Schlacht bei Weißenburg, der andere in der Schlacht bei Wörth.

## Wappen

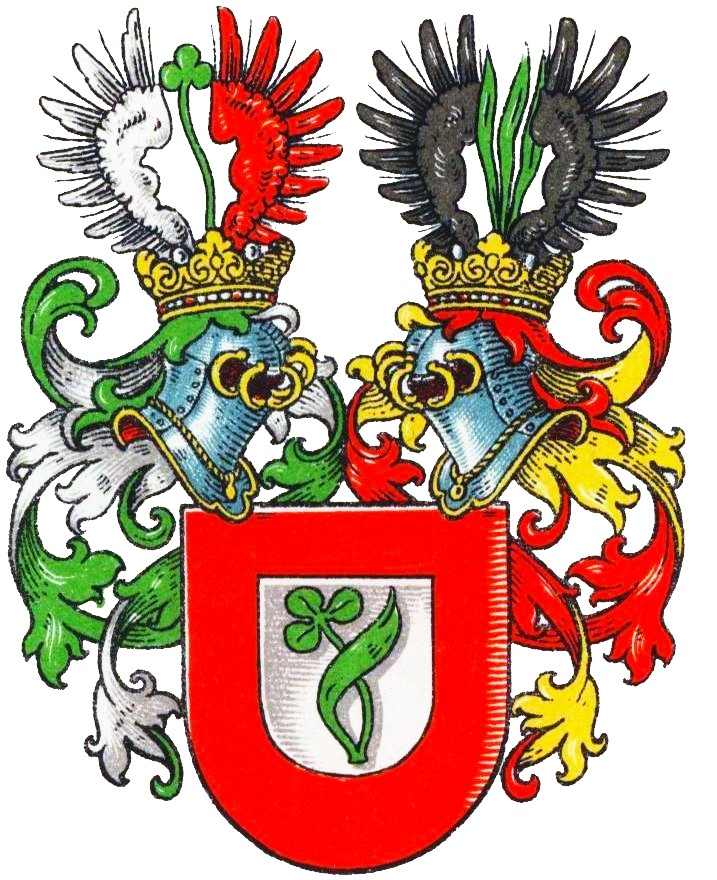
Wappen derer von Gronefeld im Wappenbuch des Westfälischen Adels

Blasonierung: In silbernem, rot-bordiertem Schild ein grünes Kleeblatt, dessen Stängel von einem nach links gebogenen grünen Blatt belegt ist. Zwei gekrönte Helme: I. mit grün-silbernen Helmdecken ein offener Flug, rechts silbern, links rot, dazwischen das Kleeblatt allein; II. mit rot-silbernen Decken ein offener schwarzer Flug, dazwischen drei lange grüne Blätter wachsend.
Max von Spießen spricht dagegen fälschlicherweise von einem roten Schild mit silbernem Herzschild (Mittelschild) und rot-goldenen Decken auf dem zweiten Helm.